# Croc 2
Croc 2, chamado de Croc Adventure (クロックアドベンチャー) no Japão (título de trabalho: Croc 2: Kingdoms of the Gobbos), é um jogo de plataforma lançado em 1999, sendo a sequência de Croc: The Legend of the Gobbos, desenvolvido pela Argonaut Software, entre 1998 e 1999, e publicado pela Fox Interactive. Croc 2 foi lançado em  PlayStation, Windows e Game Boy Color. Uma versão para Dreamcast foi planejada, mas acabou sendo cancelada. O enredo gira em torno Croc procurar os pais ausentes, e salvar o Gobbo Inventor do Baron Dante. A trilha sonora original apresenta o guitarrista Simon Gosling.

## História
Anteriormente, um crocodilo bebê foi encontrado pelos Gobbos que habitam as Ilhas Gobbo. Rufus, o rei do Gobbos aprovou o crocodilo, e com a ajuda do resto da tribo, ele o criou, ensinando-lhe os caminhos e truques dos Gobbos.
Um dia, o Barão Dante chegou ao vale onde viviam os Gobbos. Irritado com a felicidade dos Gobbos, ele e seus Dantinis invadiram o Vale Gobbo e os capturaram. O rei Rufus foi levado pelo próprio Dante e mantido em uma jaula dentro de sua Torre do Terror.
Croc conseguiu evitar serem capturado, mas foi deixado sozinho. Ele sabia que tinha que ajudar a Gobbos de qualquer forma que ele podia e salvar o Rei do Barão Dante. Depois de ter uma longa jornada, Croc conseguiu resgatar o Gobbos e destruir o Barão, salvando seu rei. Tudo estava certo novamente aos Gobbos e o Vale do Gobbos celebrava por erigir uma estátua de Croc em seu vale.
Agora, depois que Barão Dante foi destruído, Croc e os Gobbos retomaram suas vidas de jogar. Mas nesse meio tempo, o maus Dantinis tramavam o retorno de Barão Dante. Infelizmente, um azarado Inventor Gobbo foi capturado quando testemunhou retorno de Dante.
De volta ao Vale Gobbo, Croc estava jogando na praia, e encontrou um frasco lavado acima na costa. Ele pegou-a e encontrou uma mensagem com uma pegada do bebê crocodilo sobre ele. A mensagem explica que os remetentes estavam à procura de seu filho. Croc ficou surpreso. Ele levou a mensagem ao rei Rufus que lêu -a e, eventualmente, Croc disse que ele precisa ir para uma terra distante, onde havia outros Gobbos que poderiam ser capazes de ajudá-lo a encontrar seus pais.
Então todos os Gobbos fizeram uma gangorra. Croc ficou em uma extremidade e um Gobbo empurraram uma pedra sobre a outra extremidade para trazer Croc ao continente distante, onde começou sua busca.

## Jogabilidade

O personagem Croc, na Vila das Cavernas (Caveman Village).

A jogabilidade em Croc 2 tem avançado consideravelmente em relação ao jogo anterior. Em vez de simplesmente encontrar seis Gobbo em cada nível, o jogador deve agora completar várias tarefas.
Um dos muitos elementos mudados foi o sistema de saúde, em vez do sistema de vida extra que A Lenda dos Gobbos tinha, Croc agora tem apenas uma vida e uma contagem de coração de até 9; cada ritmo que Croc toma, ou se a qualquer tempo Croc cair num poço sem fundo, tira um coração, a contagem do coração podem ser restaurada por encontrar sinais do coração nos níveis, ou através da recolha de 100 cristais, a contagem máxima de partida para o coração é de cinco anos, o jogador pode comprar Vasos de Coração de Swap Meet Pete que são capazes de coletar mais corações.
Uma nova adição ao jogo é que Croc tem um salto extra, que é disparado pisando e pressionando repetidamente o botão de salto antes de bater no chão, e ele também pode montar veículos em alguns níveis, que incluem carros da mina, um carro de corrida, uma lancha, um balão de ar quente, uma asa-delta e um avião.
Outro aspecto novo é o Loja do Swap Meet Pete. A loja é propriedade de um grande gato antropomórfico, chamado Pete.
Pete é capaz de teletransportar Croc para outras aldeias Gobbo com o uso de sua Bola de Cristal.
Existem quatro aldeias que Croc deve atravessar antes de chegar ao final do jogo, cada um com Gobbo com personalidades diferentes. As quatro aldeias são as Vila do Navegador, a Vila Cossaco, a Vila do Homem-das-Cavernas e a Vila Inca. Cada aldeia tem cinco níveis, dois chefes (com exceção da Vila Inca, que tem apenas dois níveis, e um chefe) e um "Golden Nível" . Uma vez que a aldeia quatro terminar, Croc em seguida, viaja para Torre do Poder do Barão Dante, e uma vez que o Jigsaw Puzzle é montado, uma aldeia quinta pode ser desbloqueado, a quinta vila é uma versão corrompida da aldeia Gobbo, criado por Dante.
A vila de estilo ocidental, com vaqueiros e índios, foi planejada, mas nunca terminou[carece de fontes?]. Na parte de trás do manual, há dois Gobbos vestindo roupas ocidentais, que estão ambos ao lado de um cossaco Gobbo, implicando que isso era verdade.

## Loja do Swap Meet Pete
Na loja de Pete, Croc pode comprar itens com os cristais que recolhe em cada nível. Quando Croc terminar ou deixar um nível, os cristais recolhidos serão acrescidos ao cartão de Swap Meet Pete. Há apenas alguns itens que podem ser comprados na loja.

### Pulos de Geléia
Com os Pulos de Geléia (Gummi Savers na versão dos Estados Unidos) Croc pode saltar em áreas inacessíveis em um nível. Essas áreas, muitas vezes, poderia conter mais cristais, um cristal colorido, ou um  Coração extra. Existem 3 tipos diferentes, um deles custando 40, um custando 60 e um custo 80. Os Pulos de Geléia só estão ativos quando Croc seleciona o correto Pulos de Geléia da mochila e fica em uma geléia marcador da mesma cor.
- Laranja: 40 Cristais: Pouca Distância no Pulo
- Limão: 60 Cristais: Média Distância no Pulo
- Morango: 80 Cristais: Alta Distância no Pulo

### Relógio de Corda Gobbos
O Relógio de Corda Gobbos custa 50 Cristais. Eles só estão ativos, se Croc está sobre um marcador de marcha. Nas áreas de Mecânica Gobbo, eles são muitas vezes fixados em plataformas suspensas acima da lava ácida, ou poços sem fundo com o objetivo de coletar os cristais (normal e colorida), corações e jarros de coração. Cada área é cronometrado. O desafio termina quando o Relógio de Corda Gobbos parar completamente, ou cair fora da plataforma.

### Jarros de Coração
Os Jarros de Coração custam 250 cristais. Eles aumentam metros do coração do Croc, assim ele pode ter mais acessos. Mas o máximo para o número total de frascos de coração que você pode comprar é 9.

### Bola de Cristal
A bola de cristal não é um item que pode ser comprado. Pete o usa para o transporte de Croc a qualquer aldeia que visitou. Novas aldeias só são adicionados quando Croc terminar todos os níveis e as derrotas que os patrões tanto naquela aldeia.

## Personagens
Croc 2 apresenta muitos novos personagens, entretanto vários personagens que foram destacados na Lenda do Gobbos estão ausentes aqui.

### Protagonistas
- Croc: É o principal protagonista. Possui as mesmas habilidades do jogo anterior, porém nesse ele pode dar uma pirueta para frente.
- Reis Gobbos: Governam as nações (tribos) gobbos.
- Inventor Gobbo: Um inventor gobbo que presenciou a reencarnação de Dante, e foi capturado. Ele ajuda Croc indiretamente em sua jornada.
- Ponto de Troca de Pete: É um gato amigo de Croc e dos Gobbos. Ele serve como recurso para itens e transporte durante todo o jogo.
- Gobbos que pedem ajuda à Croc: Cada fase tem um Gobbo à frente da porta, eles podem ajudar Croc na fase ou pedir algumas coisas.

### Antagonistas
- Barão Dante: Um mago das Trevas, é o vilão principal da série Gobbo. Utiliza uma manopla como fonte de poder.
- Dantinis Pirata: Um dantini pirata a serviço de Cannon Boat Keith. Com raras aparições.
- Soveena: Lula gigante roxa controlada por Cannon Boat Keith.
- Cannon Boat Keith: Um necromante pirata com um exército de esqueletos. É o 2º chefe da Vila dos Marinheiros.
- Flavio O Peixe-Termal: Uma baleia que vive em um lago. É o 2º chefe da Ilha dos Cossacos.
- "Lava Lamp"Larry: Um demônio do fogo criado pelo Barão Dante. É o 1º chefe da Ilha dos Cossacos.
- Venus Fly Von Trappe: Uma gigante Planta Carnivora, que gosta de comer Gobbos.
- O Smasher Village: Um T-Rex robótico criado por cientistas danitinis loucos para destruir todos da espécie Caveman.
- Goo Man Chu: Um homem japonês que se afogou em esgoto e se transformou em uma criatura gigante gosmenta.
- Roger Red Ant: Uma criatura gigante em forma de formiga do tipo que tem um gosto por explosivos.
- Dantinis: Criaturas controladas pelo Barão Dante.